# 土蜜樹刺皮節蜱
土蜜樹刺皮節蜱（学名：Aculops monoices）为節蜱科刺皮節蜱屬下的一个种。